# Graciela Daniele
Graciela Daniele (Buenos Aires, 8 dicembre 1939) è una coreografa, regista teatrale e ballerina argentina naturalizzata statunitense.

## Biografia
Figlia di Raúl Daniele e Rosa del Carmen Almoina, Graciela Daniele crebbe a Buenos Aires dopo il divorzio dei suoi genitori e cominciò a danzare all'età di sette anni presso la scuola del Teatro Colón. Continuò a studiare danza classica a Parigi dove, dopo aver visto West Side Story a teatro, decise di trasferirsi a New York per studiare danza moderna e jazz. Qui studiò sotto la supervisione di Martha Graham e Merce Cunningham, oltre a danzare le coreografie di artisti del calibro di Bob Fosse, Agnes de Mille e Michael Bennett in diversi musical a Broadway. Nel 1964, infatti, Daniele aveva debuttato a Broadway con il musical What Makes Sammy Run?, a cui seguirono Here's Where I Belong (1968), Promises, Promises (1968), Oklahoma! (1969), Coco con Katherine Hepburn (1969), Follies (1971) e Chicago (1975).
Durante la produzione originale di Promises, Promises fu notata dal coreografo Michael Bennett, che la volle come sua assistente alle coreografie per il musical Follies. Da allora Daniele si allontanò dall'attività sulla scena, preferendo quella di co-coreografa e, a partire dal 1979, di coreografa. Nei successivi quarant'anni, Graciela Daniele ha coreografato oltre una dozzina di musical a Broadway - tra cui acclamati revival di The Pirates of Penzance e Annie Get Your Gun e le produzioni originali di Ragtime, The Visit e The Mystery of Edwin Drood - per cui è stata candidata dieci volte al prestigioso Tony Award e nove ai Drama Desk Award. Ha esteso la sua attività di coreografa anche sul grande schermo, curando le coreografie dei film di Woody Allen Pallottole su Broadway, Tutti dicono I Love You e La dea dell'amore. Nel 2021 ha ricevuto uno speciale Tony Award alla carriera.